# UB40
UB40 je anglická dub/reggae popová skupina založená v roce 1978 v Birminghamu.

## Historie
Skupina byla pojmenována podle tiskopisu vydaného v době formování skupiny britským vládním oddělením zaměstnanosti pro získání podpory v nezaměstnanosti (UB40 = Unemployment BENEF, Form 40).
Členové skupiny se znali jako kamarádi z různých škol v Birminghamu. Před tím, než každý z nich uměl hrát na hudební nástroje (kromě Robina Campbella), Ali (Alastair Ian) Campbell a Brian Travers cestovali po Birminghamu a propagovali skupinu a vylepovali plakáty skupiny. Jejich první vystoupení se konalo 9. února 1979 v The Hare & Hounds Pub v Kings Heath v Birminghamu pro oslavu narozenin přítele. Po dalším vystoupení imigrační úřad vypovídá původního člena – perkusistu "Yomi" Babayemiho do Nigérie.
První vážnější příležitost se vyskytla, když si jich všimla zpěvačka Chrissie Hynde (později společně s UB40 nahrála dva megahity "I Got You Babe" a "Breakfast in Bed") a dala jim příležitost podpořit na koncertech její skupinu The Pretenders.
První singl UB40 se jmenoval King/Food For Thought byl vydán prostřednictvím vydavatelství Graduate Records, místní nezávislou značkou, kterou vlastnil David Virr. Singl dosáhl čtvrté místo v britské hitparádě a byl první písní, které se to podařilo ve Spojeném království bez podpory velkého nahrávacího studia.
Jejich první album se jmenoval "Signing Off", producentem byl Bob Lamb. Norman Hassan řekl k albu: "když jsme po nahrání rozebírali písničky, slyšeli jsme zpívat v pozadí ptáky". To proto, že skupina nahrála toto album přímo v domě producenta Boba Lamba při otevřených oknech. Signing Off byl vydán 6. září 1980 a vstoupil do britské hitparády 2. října 1980. Dosáhl nejvýše druhého místo v UK a 72 týdnů se držel v hitparádě. Signing Off je v současnosti platinové album.
I přes velký úspěch v Anglii si UB40 popularitu v USA získali až po vydání alba Labour of Love v roce 1983, které obsahovalo coververze písniček. Album dosáhlo první místa v britské hitparádě a v USA získalo nejvýše osmého místo. Na albu se nachází píseň "Red Red Wine", coververze písně Neila Diamonda.
Nejúspěšnější píseň je "(I Can not Help) Falling In Love With You", coververze balady od Elvise Presleyho. Píseň byla na hudbě k filmu Sliver a dosáhla první místo v celé Evropě i USA.
UB40 koncertovala v Jižní Africe a také se 7. července 2007 zúčastnila Live Earth v Johannesburgu.
V roce 2008 ohlásil odchod na sólovou kariéru Ali Campbell a krátce na to ohlásil odchod ze skupiny Mickey Virtue.

### Vliv
UB40 byli ovlivněni jamajskou hudbou reggae a hudebním žánrem ska. Je to slyšet hlavně v písních jako "King", "Madam Medusa", "Food for Thought", "Signing Off" a "One in Ten". Jejich počáteční hudební styl byl jedinečný s velkým vlivem psychedelické hudby, rock and rollu, kytary, saxofonů a dubů.
Ali, Robin a Duncan Campellovci mají hudebních předků, jsou synové Iana Campbella, úspěšného folkového hudebníka.
Několik nahrávek UB40 bylo ovlivněno ska, reggae a rockem 60. let, které by byly jinak veřejností nejspíš zapomenuty.

### Úspěchy
UB40 jsou vůbec největší reggae skupinou všech dob co se týče počtu prodaných nahrávek. Celkově prodali okolo 55 milionů nahrávek. Během tří dekád jejich kariéry vystupovali na několik vyprodaných koncertech po celém světě. Několik z jejich komerčního úspěchu pochází z vydání coververzí písní.
V začátcích se hudba UB40 zabývala i několika sociálními problémy jako rasismus a nezaměstnanost.
Jiné skupiny, které spolupracovaly s UB40, jsou: Pato Banton, Madness, Bitty McLean, Chrissie Hynde, Robert Palmer, Hunterz, japonský umělec Mikidozan, Nuttea, Lady Saw, Afrika Bambaataa a 808 State.

## Členové skupiny
Skupina je jednou z kulturně nejrozmanitějších skupin na světě. Působili zde angličtí, skotští, irští, nigerijští a jamajští hudebníci. Sestava skupiny (kromě čtyř změn) zůstává stejná po dobu téměř 30 let.
- James (Jimmy) Brown – narozen 20. listopadu 1957, v Birminghamu – bicí
- Ali (Alistair Ian) Campbell – narozen 19. února 1959, v Birminghamu – zpěv, kytara (1977–2008)
- Robin Campbell – narozen 25. prosince 1954, v Birminghamu – zpěv, kytara
- Earl Falconer – narozen 23. ledna 1957, v Birminghamu – baskytara, zpěv
- Norman Hassan – narozen 26. ledna 1958, v Birminghamu – perkuse, trombon, zpěv
- Brian Travers –  (7. února 1959 – 22. srpna 2021), v Birminghamu – saxofon, dechový syntetizátor
- Michael (Mickey) Virtue – narozen 19. ledna 1957, v Birminghamu – klávesy (1977–2008)
- Astro (Terence Wilson) – (24. června 1957 – 6. listopadu 2021), v Birminghamu – toastingový zpěv, percusie, trubka
- Yomi Babayemi – perkuse (1977–1978)
- Jimmy Lynn – klávesy (1977–1978)

Noví členové:
- Duncan Campbell – zpěv
- Tony Mullings – klávesy

Hostující členové:
- Patrick Tenyue – trubka (1983–1994)
- Henry Tenyue – trombon (1983–1994)
- Martin Meredith – saxofon (1997–)
- Laurence Parry – trubka, křídlovka, trombon (1995–)
- Connor Power – kytara, klávesy (1990–1992)
- Maxi Priest – zpěv (2008–)

## Diskografie

### Alba
| Rok  | Album                                            | UK | USA |
| ---- | ------------------------------------------------ | -- | --- |
| 1980 | Signing Off                                      | 2  | -   |
| 1981 | Present Arms                                     | 2  | -   |
| 1981 | Present Arms In Dub                              | 38 | -   |
| 1982 | UB44                                             | 4  | -   |
| 1982 | The Singles Album                                | 17 | -   |
| 1983 | UB40 Live                                        | 44 | -   |
| 1983 | Labour of Love 1                                 | 1  | 14  |
| 1984 | Geffery Morgan                                   | 3  | 60  |
| 1985 | Baggariddim                                      | 14 | -   |
| 1985 | Little Baggariddim                               | -  | 40  |
| 1985 | The UB40 File                                    | -  | -   |
| 1986 | Rat in the Kitchen                               | 4  | 53  |
| 1987 | UB40 CCCP: Live in Moscow                        | -  | 121 |
| 1987 | The Best of UB40 - Volume One                    | 3  | -   |
| 1988 | UB40                                             | 12 | 44  |
| 1989 | Labour of Love II                                | 3  | 30  |
| 1993 | Promises and Lies                                | 1  | 6   |
| 1994 | Labour Of Love, Volumes I and II (re-issue)      | 5  | -   |
| 1995 | The Best of UB40 - Volume Two                    | 12 | -   |
| 1997 | Guns in the Ghetto                               | 7  | 176 |
| 1998 | UB40 Present the Dancehall Album                 | -  | -   |
| 1998 | Labour of Love III                               | 8  | -   |
| 2000 | The Very Best of UB40                            | 7  | -   |
| 2001 | Cover Up                                         | 29 | -   |
| 2002 | UB40 Present The Fathers Of Reggae               | -  | -   |
| 2003 | Homegrown                                        | 49 | -   |
| 2003 | Labour Of Love, Volumes I, II and III (re-issue) | 7  | -   |
| 2005 | Who You Fighting For?                            | 20 | -   |
| 2005 | WThe Best Of UB40, Volumes 1 & amp; 2            | 47 | -   |
| 2007 | Twenty Four Seven                                | 81 | -   |
| 2009 | Love Songs                                       | 3  | -   |
| 2009 | Best Of Labour Of Love IV.                       | -  | -   |

1 Labour Of Love byl 15. v USA v roce 1988 s popularizované "Red Red Wine".

### Singly
| Rok  | Píseň                                                      | UK single | USA single |
| ---- | ---------------------------------------------------------- | --------- | ---------- |
| 1980 | "King" / "Food for Thought"                                | 4         | -          |
| 1980 | "My Way Of Thinking" / "I Think It 'Going To Rain Today"   | 6         | -          |
| 1980 | "The Earth Dies Screaming" / "Dream A Lie"                 | 10        | -          |
| 1981 | "Do not Let It Pass You By" / "Do not Slow Down"           | 16        | -          |
| 1981 | "One In Ten"                                               | 7         | -          |
| 1982 | "I Will not Close My Eyes"                                 | 32        | -          |
| 1982 | "Love Is All Is All Right"                                 | 29        | -          |
| 1982 | "Se Here I Am"                                             | 25        | -          |
| 1983 | "I'Ve Got Mine"                                            | 45        | -          |
| 1983 | "Red Red Wine"                                             | 1         | 34         |
| 1983 | "Please Do not Make Me Cry"                                | 10        | -          |
| 1983 | "Many Rivers To Cross"                                     | 16        | -          |
| 1984 | "Cherry Oh Baby"                                           | 12        | -          |
| 1984 | "If It Happens Again"                                      | 9         | -          |
| 1984 | "Riddle Me"                                                | 59        | -          |
| 1985 | "Jsem Not Fooled" / "The Pillow"                           | 59        | -          |
| 1985 | "I Got You Babe" (s Chrissie Hynde)                        | 1         | 15         |
| 1985 | "Do not Break My Heart"                                    | 3         | -          |
| 1986 | "Sing Our Own Song"                                        | 5         | 10         |
| 1986 | "All I Want to Do"                                         | 42        | -          |
| 1987 | "Rat In Mi Kitchen"                                        | 12        | -          |
| 1987 | "Watchdogs"                                                | 39        | -          |
| 1987 | "Maybe Tomorrow"                                           | 14        | -          |
| 1988 | "Reckless" (s Afrika Bambaataa)                            | 17        | -          |
| 1988 | "Where Did I Go Wrong"                                     | 26        | -          |
| 1988 | "Red Red Wine" (U.S. re-issue)                             | -         | 1          |
| 1988 | "Breakfast in Bed" (s Chrissie Hynde)                      | 6         | -          |
| 1988 | "Come Out To Play"                                         | 77        | -          |
| 1989 | "I Would Do For You"                                       | 45        | -          |
| 1989 | "Homelite Girl"                                            | 6         | -          |
| 1989 | "Kingston Town"                                            | 4         | -          |
| 1990 | "Wear You To The Ball"                                     | 35        | -          |
| 1990 | "I'LL Be Your Baby Tonight" (s Robertem Palmerem)          | 6         | -          |
| 1990 | "Impossible Love"                                          | 47        | -          |
| 1991 | "The Way You Do the Things You Do"                         | 49        | 6          |
| 1991 | "Here I Am (Come and Take Me)"                             | 46        | 7          |
| 1991 | "Groovin '"                                                | -         | 90         |
| 1992 | "One In Ten" (remix od 808 State)                          | 17        | -          |
| 1993 | "(I Can not Help) Falling In Love With You"                | 1         | 1          |
| 1993 | "Higher Ground"                                            | 8         | 45         |
| 1993 | "Bring Me Your Cup"                                        | 24        | -          |
| 1994 | "C'est La Vie"                                             | 37        | -          |
| 1994 | "Reggae Music"                                             | 28        | -          |
| 1995 | "Until My Dying Day"                                       | 15        | -          |
| 1997 | "Tell Me Is It True"                                       | 14        | -          |
| 1997 | "Always There"                                             | 53        | -          |
| 1998 | "Come Back Darling"                                        | 10        | -          |
| 1998 | "Holly Holy"                                               | 31        | -          |
| 1999 | "The Train Is Coming"                                      | 30        | -          |
| 2000 | "Light My Fire"                                            | 63        | -          |
| 2001 | "Since I Met You Lady" (s Lady Saw) / "Sparkle Of My Eyes" | 40        | -          |
| 2002 | "Cover Up"                                                 | 54        | -          |
| 2003 | "Swing Low"                                                | 15        | -          |
| 2005 | "Kiss And Say Goodbye"                                     | 19        | -          |
| 2005 | "Reasons" (s Hunterz a The Dhol Blasters)                  | 75        | -          |
| 2006 | "Who You Fighting For (Download Only)"                     | -         | -          |